# Industri

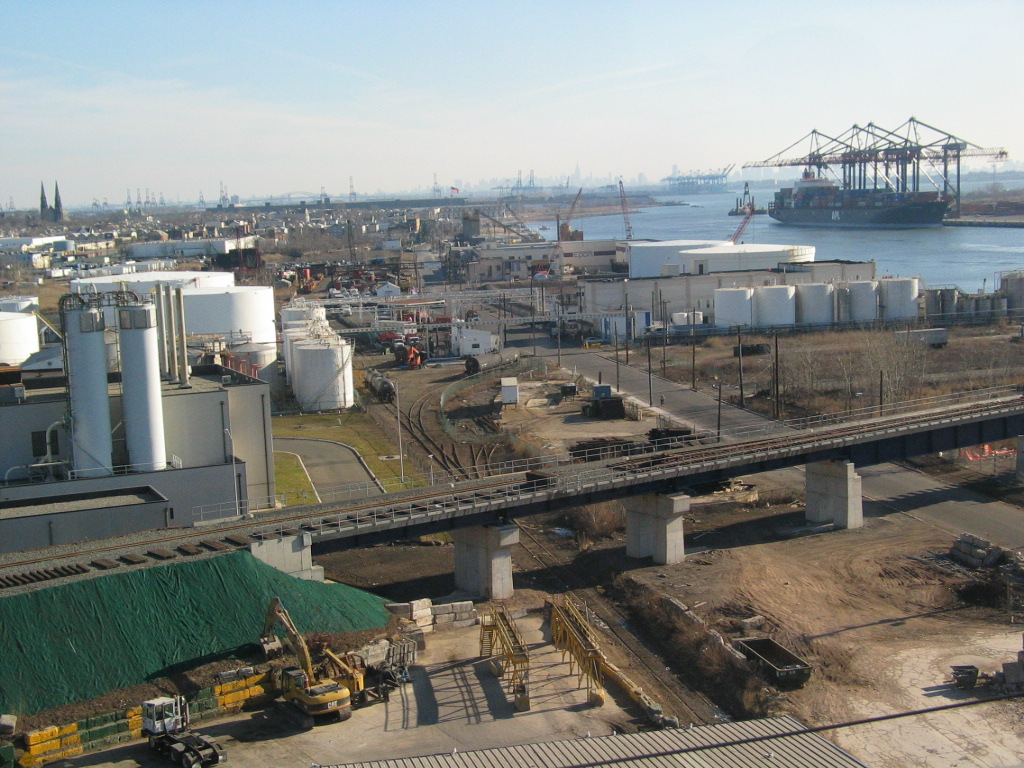
Industriområde i Elizabeth, New Jersey, USA.

Industri (av latinets industria, ivrig verksamhet, flit, företagsamhet) är framställning av produkter genom att råvaror förädlas. Därutöver finns mer detaljerade som råvaruindustri, textilindustri, byggindustri, bilindustri med flera.
I vidare benämning är industri all form av storskaligt näringsliv - som exempel finns begreppen turistindustri, nöjesindustri och filmindustri. Den vidare betydelsen har sitt ursprung i påverkan från engelska, där ordet industry har en bredare innebörd än vad ordet industri har haft i svenska.

## Historia
Människor har tillverkat föremål sedan förhistorisk tid, men under årtusendena har de framför allt gjort det för det egna hushållet - se självhushåll. Under neolitiska revolutionen uppstod byar och senare städer, där en samhällsklass av professionella hantverkare blev den första industrin. Men det var först på 1700-talet som industrin blev en central del av samhället.
Ordet industri kommer av latinets industria, som betyder flit, idoghet, företagsamhet. I äldre svenska har också ordet "slöjd" använts i betydelsen tillverkning, liksom "manufaktur" som kommer av latinets ord för hantverk. Ett känt exempel är att Chalmers tekniska högskola under 1800-talet bar namnet "slöjdinstitut". Dagens fabriker har vuxit fram ur det småskaliga hantverket. Pådrivande faktorer för storskaligheten har varit svårtillgängliga råvaruresurser som gruvor och tillgången på mekanisk kraft genom vattenhjul, väderkvarnar och ångmaskiner. När det blev aktuellt att skilja mellan storskalig industri och småskaligt hantverk, infördes beteckningen hemslöjd eller husflit för det senare.

### Medeltid och tidig modern tid
Under medeltiden ökades takten radikalt för nya uppfinningar, innovationer i sättet att hantera traditionella produktionsmedel och ekonomisk tillväxt. Papperstillverkning, en kinesisk teknologi från 200-talet, fördes till Mellanöstern när en grupp kinesiska papperstillverkare tillfångatogs på 700-talet. Pappersteknologin spreds till Europa genom umayyadernas erövring av Hispania. Ett pappersbruk etablerades på Sicilien på 1100-talet. I Europa erhölls fibern för tillverkning av pappersmassa från linne- och bomullstrasor. Lynn Townsend White Jr. hedrade spinnrocken med att öka utbudet av trasor, vilket ledde till billigt papper, vilket var en faktor i utvecklingen av tryckerier.

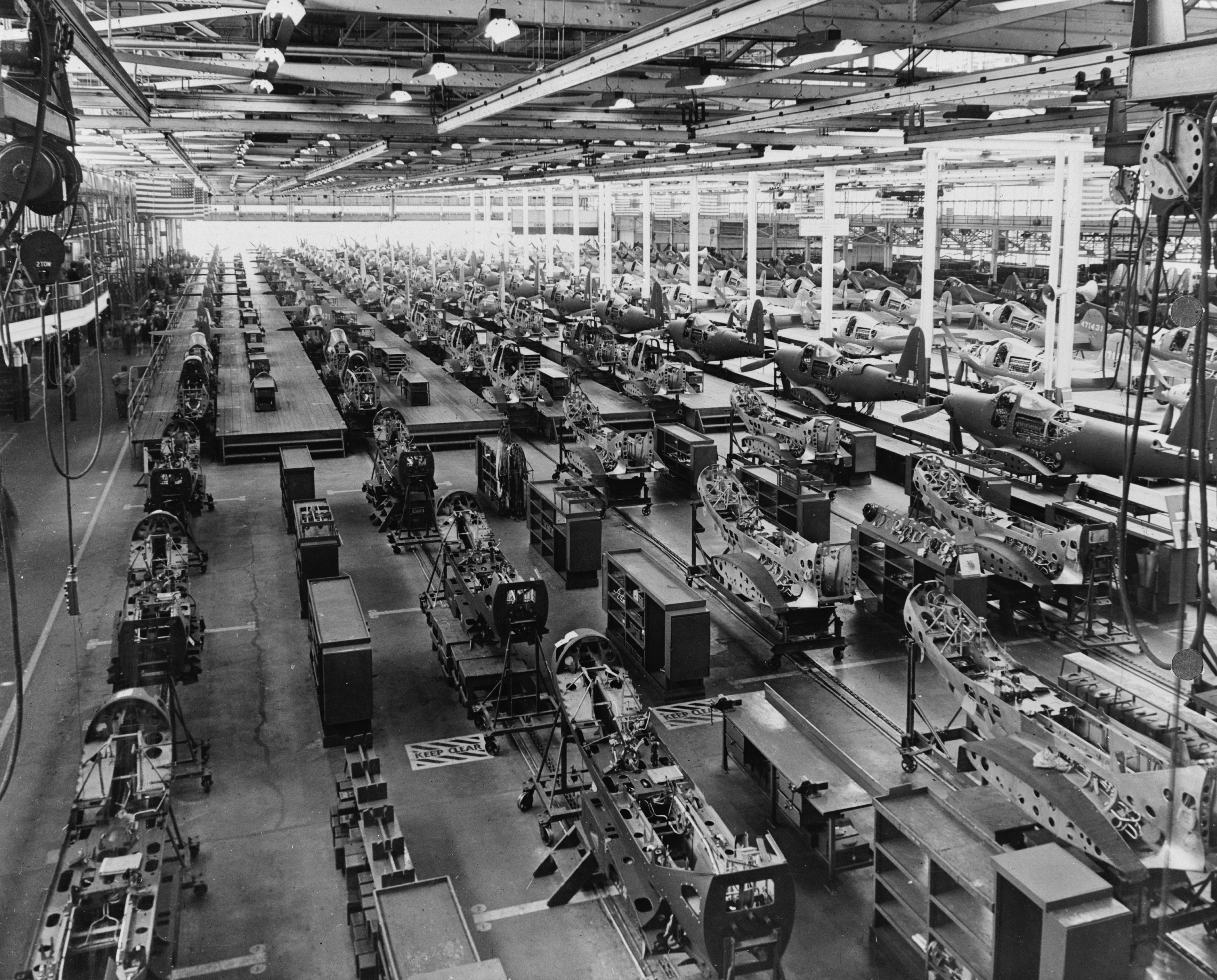
Bell Aircraft Corporations monteringsverkstad 1944

### Den industriella revolutionen

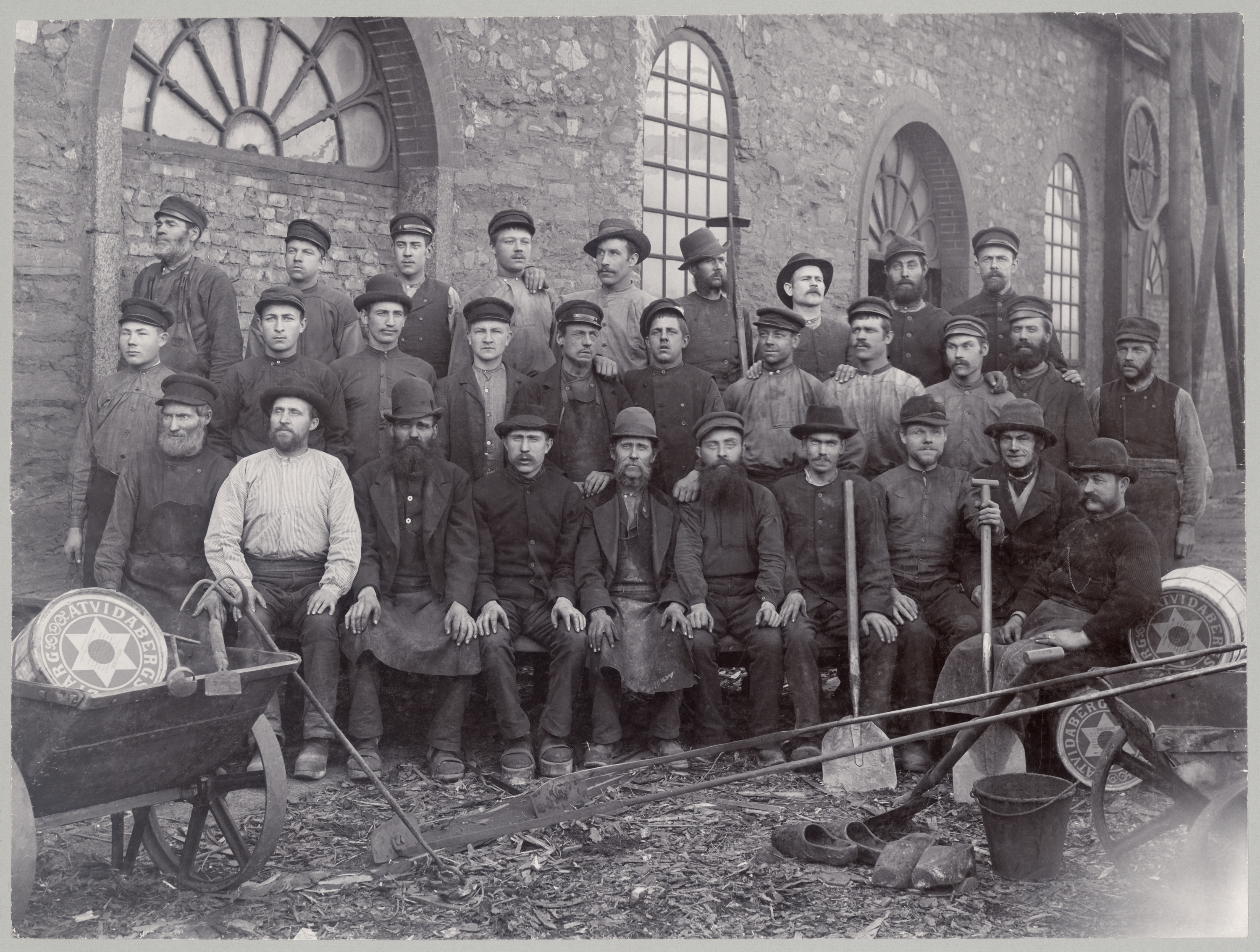
Kopparverksarbetare i Åtvidaberg, 1899–1900.

Spinning Jenny.

Den industriella revolutionen kallas de omfattande sociala, ekonomiska och teknologiska förändringar som tog sin början i Storbritannien i mitten av 1700-talet. Ironbridge i Shropshire, vid gränsen mellan England och Wales är den plats man brukar hänvisa till som den Industriella revolutionens vagga. Det är ett världsarv.

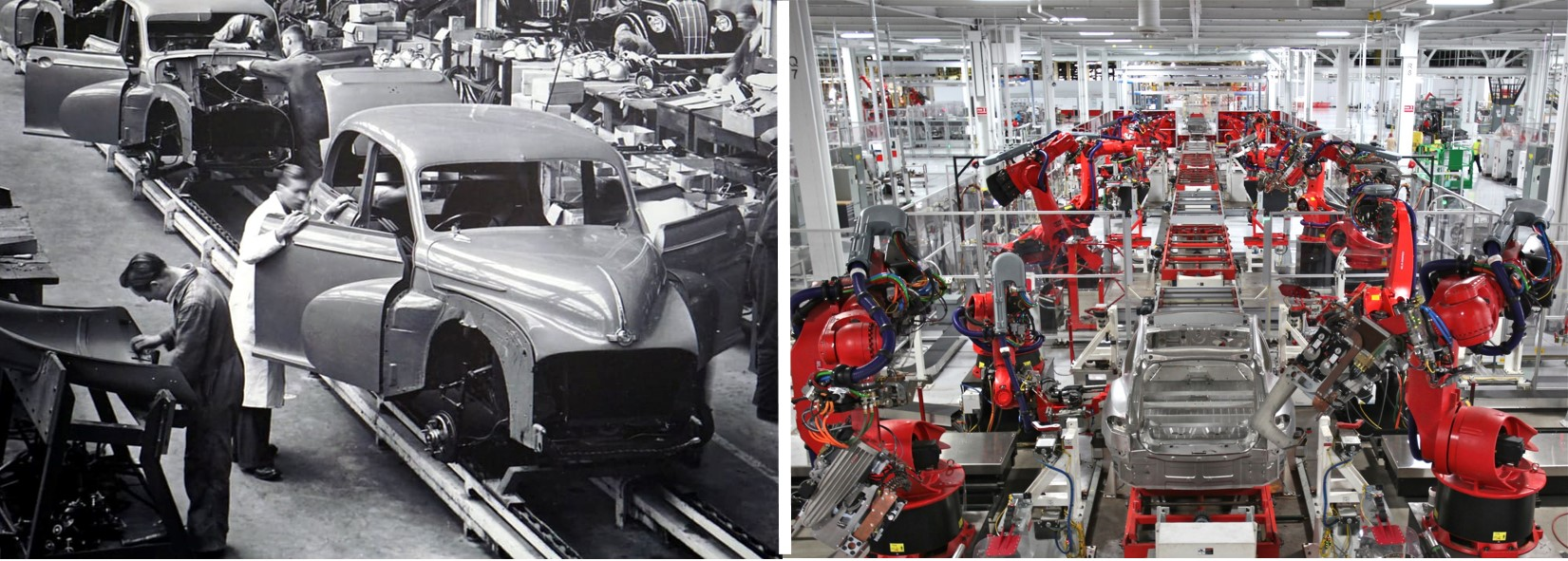
Biltillverkning

Den industriella revolutionens framsteg fick allt större betydelse när ångdrivna fartyg och järnvägar blev vanligare. Under 1800-talet spreds omvälvningen till Västeuropa, Nordamerika och Japan och senare till resten av världen. Konsekvensen blev omfattande förflyttningar av befolkningen, från landsbygden till städernas industrisamhällen som byggdes upp (se urbanisering).

### Andra industriella revolutionen
Andra industriella revolutionen kallas ibland tiden 1871-1914, som bland annat präglades av utbredningen av elektricitet och förbränningsmotorer. Åren som valts att använda för denna tid är den mellan fransk-tyska kriget 1871 och första världskriget, som bröt ut 1914 och slutade 1918.

## Typer av industri
Det finns många sätt att klassificera industrier. Vanligen avses, som ovan, tillverkningsindustri, där råvaror förädlas till produkter, till skillnad från tjänsteproduktion.
Tung industri är ett begrepp med olika betydelser; rent allmänt syftar det på industri med tunga insatsvaror och produkter; särskilt metallvaror. Basindustri är ett snarlikt begrepp.
I processindustri tillverkas produkter, halvfabrikat och material genom fysikaliska och kemiska processer. Dit räknas bland annat stålindustri, pappersindustri och kemisk industri, livsmedelsindustri, sågverk.
I verkstadsindustri sammansätts maskiner och andra produkter som genom montering.

## Arbetsmiljön inom tillverkningsindustrin
Tillverkningsindustrin har utmaningar beträffande hälsa och säkerhet. I USA är National Institute for Occupational Safety and Health (NIOSH) som en prioriterad industrisektor inom National Occupational Research Agenda (NORA) för att identifiera risker och tillhandahålla strategier för arbetsmiljöfrågor.
I Sverige är Arbetsmiljöverket tillsynsmyndighet för arbetsmiljön.

## De 5 viktigaste industriländerna
| Plats | Namn     |
| ----- | -------- |
| 1     | Kina     |
| 2     | USA      |
| 3     | Japan    |
| 4     | Tyskland |
| 5     | Sydkorea |

Tillverkningssektorn har förändrats. Detta har medfört nya möjligheter och svårigheter för industrin. Alla stora industriländer i världen har fördelar och nackdelar när det gäller deras kapacitet för global tillverkning. Industri kommer att förbli den största skillnaden när stora industriländer utvärderas betraäffande konkurrenskraft. En studie om framtida global konkurrenskraft, av Deloitte Global och US Committee on Competitiveness, förutspådde att USA skulle komma att ersätta Kina som den mest konkurrenskraftiga industrinationen i världen 2020. 2016 års globala tillverkningskonkurrensindex förutspådde att de största industrinationerna i världen skulle komma att förbli stabil fram till 2020, med viss handel av rankningar. Deloitte-studien bad globala VD:ar att ranka de främsta industriländerna när det gäller nuvarande och framtida konkurrenskraft. Enligt rapporterna förväntas USA komma på första plats följt av Kina, Tyskland, Japan och Indien.

## Lista över olika länders industriproduktion
Detta är de 50 viktigaste 50 länderna efter industriproduktionens totala värd i US-dollar för respektive år enligt Världsbanken.
| Plats | Land eller region     | Miljoner $US | År   |
| ----- | --------------------- | ------------ | ---- |
|       | Världen               | 13,739,251   | 2019 |
| 1     | Kina                  | 3,853,808    | 2020 |
| 2     | USA                   | 2,341,847    | 2019 |
| 3     | Japan                 | 1,027,967    | 2018 |
| 4     | Tyskland              | 678,292      | 2020 |
| 5     | Sydkorea              | 406,756      | 2020 |
| 6     | Indien                | 339,983      | 2020 |
| 7     | Italien               | 280,436      | 2020 |
| 8     | Frankrike             | 241,715      | 2020 |
| 9     | Storbritannien        | 227,144      | 2020 |
| 10    | Indonesien            | 210,396      | 2020 |
| 11    | Ryssland              | 196,649      | 2020 |
| 12    | Mexiko                | 185,080      | 2020 |
| 13    | Kanada                | 159,724      | 2017 |
| 14    | Irland                | 153,311      | 2020 |
| 15    | Spanien               | 143,052      | 2020 |
| 16    | Brasilien             | 141,149      | 2020 |
| 17    | Turkiet               | 135,596      | 2020 |
| 18    | Schweiz               | 133,766      | 2020 |
| 19    | Thailand              | 126,596      | 2020 |
| 20    | Nederländerna         | 99,940       | 2020 |
| 21    | Polen                 | 99,146       | 2019 |
| 22    | Saudiarabien          | 90,774       | 2020 |
| 23    | Australien            | 76,123       | 2020 |
| 24    | Malaysia              | 75,101       | 2020 |
| 25    | Singapore             | 69,820       | 2020 |
| 26    | Österrike             | 67,881       | 2020 |
| 27    | Sverige               | 67,146       | 2020 |
| 28    | Filippinerna          | 63,883       | 2020 |
| 29    | Belgien               | 63,226       | 2020 |
| 30    | Egypten               | 58,790       | 2020 |
| 31    | Venezuela             | 58,237       | 2014 |
| 32    | Bangladesh            | 57,283       | 2019 |
| 33    | Nigeria               | 54,760       | 2020 |
| 34    | Tjeckien              | 53,189       | 2020 |
| 35    | Argentina             | 53,094       | 2020 |
| 36    | Puerto Rico           | 49,757       | 2020 |
| 37    | Danmark               | 47,762       | 2020 |
| 38    | Vietnam               | 45,273       | 2020 |
| 39    | Israel                | 42,906       | 2019 |
| 40    | Algeriet              | 40,796       | 2019 |
| 41    | Rumänien              | 38,404       | 2020 |
| 42    | Iran                  | 38,174       | 2019 |
| 43    | Finland               | 37,520       | 2020 |
| 44    | Förenade arabemiraten | 36,727       | 2019 |
| 45    | Sydafrika             | 34,804       | 2020 |
| 46    | Pakistan              | 30,452       | 2020 |
| 47    | Colombia              | 29,894       | 2020 |
| 48    | Peru                  | 29,701       | 2019 |
| 49    | Ungern                | 27,956       | 2020 |
| 50    | Portugal              | 27,408       | 2020 |